# Susianna Kentikian
Susianna Levonovna Kentikian (ur. 11 września 1987 w Erywaniu) – ormiańska zawodowa bokserka, obecnie reprezentująca Niemcy, mistrzyni świata federacji WBA, IBF, WBO w wadze muszej.
Gdy miała pięć lat, wraz z rodziną opuściła Armenię z powodu wojny na Górskim Karabachu i przeprowadziła się do Niemiec. Od 1996 roku żyje w Hamburgu. Właśnie w tym mieście nauczyła się profesjonalnie boksować. Pierwszą walkę w profesjonalnym boksie kobiecym stoczyła 15 stycznia 2005 roku w Magdeburgu przeciwko Ilianie Bonewej z Bułgarii.
Pierwszy tytuł mistrzyni świata zdobyła 16 lutego 2007 roku w Kolonii, pokonując Carolinę Alvarez (Wenezuela) poprzez techniczny nokaut. Zdobyła wtedy tytuł mistrzyni federacji WBA.
7 grudnia 2007 w Hamburgu walczyła przeciwko Nadji Hokmi (Francja). Pokonała Francuzkę poprzez decyzję sędziów (97:95, 96:94, 96:94). Dzięki temu zwycięstwu obroniła tytuł federacji WBA i zdobyła tytuł mistrzyni świata IBF.
W późniejszym czasie 6 razy stawała do obrony obu tytułów mistrzowskich. Wszystkie potyczki zakończyła zwycięsko.
10 października 2009, tym razem w Rostocku, walczyła przeciwko Turczynce Hülyi Şahin. Stawką walki była obrona tytułu mistrzyni świata WBA i IBF oraz zdobycie trzeciego równoległego tytułu federacji WBO. Susianna wygrała walkę decyzją sędziowską (98:92, 96:94, 97:93). Od tego momentu jest posiadaczką trzech tytułów mistrzyni świata.

## Historia walk
| 26 Zwycięstw (16 nokautów, 10 po decyzji), 0 Porażek, 0 Remisów |                          |         |        |            |                  |                                                                                     |
|                                                                 | Rywalka                  | Typ     | Rundy  | Data       | Miejsce          | Dodatkowe informacje                                                                |
| Z                                                               | Iliana Boneva            | Decyzja | 4      | 2005-01-15 | Magdeburg        |                                                                                     |
| Z                                                               | Debbie Lohmaier          | KO      | 1 (4)  | 2005-02-26 | Hamburg          |                                                                                     |
| Z                                                               | Lucie Hornakova          | TKO     | 1 (4)  | 2005-03-29 | Hamburg          |                                                                                     |
| Z                                                               | Juliia Vlasenko          | TKO     | 3 (4)  | 2005-05-07 | Brunszwik        |                                                                                     |
| Z                                                               | Albena Atseva            | TKO     | 2 (6)  | 2005-06-04 | Aschersleben     |                                                                                     |
| Z                                                               | Simona Pencakova         | TKO     | 2 (4)  | 2005-07-02 | Hamburg          |                                                                                     |
| Z                                                               | Renata Vesecka           | TKO     | 4 (6)  | 2005-09-17 | Ilsenburg (Harz) |                                                                                     |
| Z                                                               | Svetla Taskova           | TKO     | 2 (6)  | 2005-10-29 | Oranienburg      |                                                                                     |
| Z                                                               | Maria Kriwoschapkina     | Decyzja | 6      | 2005-12-13 | Sölden           |                                                                                     |
| Z                                                               | Emilina Metodieva        | TKO     | 4 (6)  | 2006-01-14 | Aschersleben     |                                                                                     |
| Z                                                               | Evgenia Zablotskaja      | TKO     | 2 (6)  | 2006-04-15 | Magdeburg        |                                                                                     |
| Z                                                               | Daniela Graf             | Decyzja | 10     | 2006-07-25 | Hamburg          |                                                                                     |
| Z                                                               | Maribel Zurita           | TKO     | 4 (10) | 2006-09-09 | Magdeburg        | Zdobycie tytułu inter - - kontynentalnego federacji IBF                             |
| Z                                                               | Maya Frenzel             | TKO     | 4 (10) | 2006-11-21 | Hamburg          | Obrona tytułu inter - - kontynentalnego federacji IBF                               |
| Z                                                               | Carolina Alvarez         | TKO     | 9 (10) | 2007-02-16 | Kolonia          | Zdobycie tytułu mistrzyni świata federacji WBA                                      |
| Z                                                               | María José Núñez         | TKO     | 3 (10) | 2007-03-30 | Kolonia          | Obrona tytułu mistrzyni świata federacji WBA                                        |
| Z                                                               | Nadia Hokmi              | Decyzja | 10     | 2007-05-25 | Kolonia          | Obrona tytułu mistrzyni świata federacji WBA                                        |
| Z                                                               | Shanee Martin            | TKO     | 3 (10) | 2007-09-07 | Düsseldorf       | Obrona tytułu mistrzyni świata federacji WBA                                        |
| Z                                                               | Nadia Hokmi              | Decyzja | 10     | 2007-12-07 | Hamburg          | Obrona tytułu mistrzyni świata federacji WBA i zdobycie tytułu IBF                  |
| Z                                                               | Sarah Goodson            | TKO     | 3 (10) | 2008-02-29 | Hamburg          | Obrona tytułów mistrzyni świata federacji WBA i IBF                                 |
| Z                                                               | Mary Ortega              | TKO     | 1 (10) | 2008-05-10 | Halle (Saale)    | Obrona tytułów mistrzyni świata federacji WBA i IBF                                 |
| Z                                                               | Hagar Finer              | Decyzja | 10     | 2008-08-29 | Düsseldorf       | Obrona tytułów mistrzyni świata federacji WBA i IBF                                 |
| Z                                                               | Anastasia Toktaulova     | Decyzja | 10     | 2008-12-05 | Halle (Saale)    | Obrona tytułów mistrzyni świata federacji WBA i IBF                                 |
| Z                                                               | Elena Reid               | Decyzja | 10     | 2009-03-20 | Hamburg          | Obrona tytułów mistrzyni świata federacji WBA i IBF                                 |
| Z                                                               | Carolina Gutierrez Gaite | Decyzja | 10     | 2009-07-04 | Hamburg          | Obrona tytułów mistrzyni świata federacji WBA i IBF                                 |
| Z                                                               | / Julia Sahin            | Decyzja | 10     | 2009-10-10 | Rostock          | Obrona tytułów mistrzyni świata federacji WBA i IBF i zdobycie tytułu federacji WBO |
| (ŹRÓDŁO: Boxrec.com)                                            |                          |         |        |            |                  |                                                                                     |